# ガガーリン発射台
ガガーリン発射台（ロシア語: Гагаринский старт, 略:LC-1/5）はカザフスタンのバイコヌール宇宙基地にある発射台。ソビエト連邦の宇宙計画に使用され、現在はロシア連邦宇宙局が使用している。
この施設はサイト1（Площадка №1）としても知られ、NIIP-5 LC1、バイコヌールLC1、GIK-5 LC1と表記されることもある。
(注：LC-1/PU-5の意味は、第1打上げ施設(Launch complex-1)の5番発射台 PU-5 (puskavaya ustanovka 5） すなわち"launch pad" 5という意味であるが、発射台が5つあるわけではなく、PU-1からPU-5に名称変更された経緯がある。)

1954年3月17日、ソビエト連邦閣僚会議は1955年1月1日までにR-7ロケットの実験場所を選出するよういくつかの省庁に命じた。特殊調査委員会は可能な地域を選考し、カザフ・ソビエト社会主義共和国のTyuratamが選ばれた。この選出は1955年2月12日に閣僚会議によって承認され、1958年の建設完成を目指した。1955年7月20日にサイト1の建設作業が軍事技術者の手によって始まった。60台以上のトラックが昼夜を問わず作業を行い、1日あたり15000m3の土壌が取り除かれ、全容積は750000m3に及ぶと推定される。1956年10月末までにはR-7の実験に必要な全ての主要な建物とインフラ施設が完成した。
搬入および試験の建物（Монтажно-испытательный корпус）はサイト2と名づけられ、サイト2からロケットの発射台が位置するサイト1への特殊な路線が竣工した。1957年4月までには残り全ての作業が終了し、打上げの準備が整った。
1957年8月21日に世界初のR-7大陸間弾道ミサイルがサイト1から発射された。1957年10月4日には世界初の人工衛星スプートニク1号がサイト1から打上げられた。その後もユーリイ・ガガーリンやワレンチナ・テレシコワを含めた多くの有人宇宙船の打上げに使用された。この発射台は他にもルナ計画、マルス計画、ベネラ計画の探査機や無数のコスモス衛星といった無人宇宙機の打上げにも使用された。1957年から1966年には宇宙機の打上げに加えて、戦略核ICBMの発射にも備えていた。

## ギャラリー

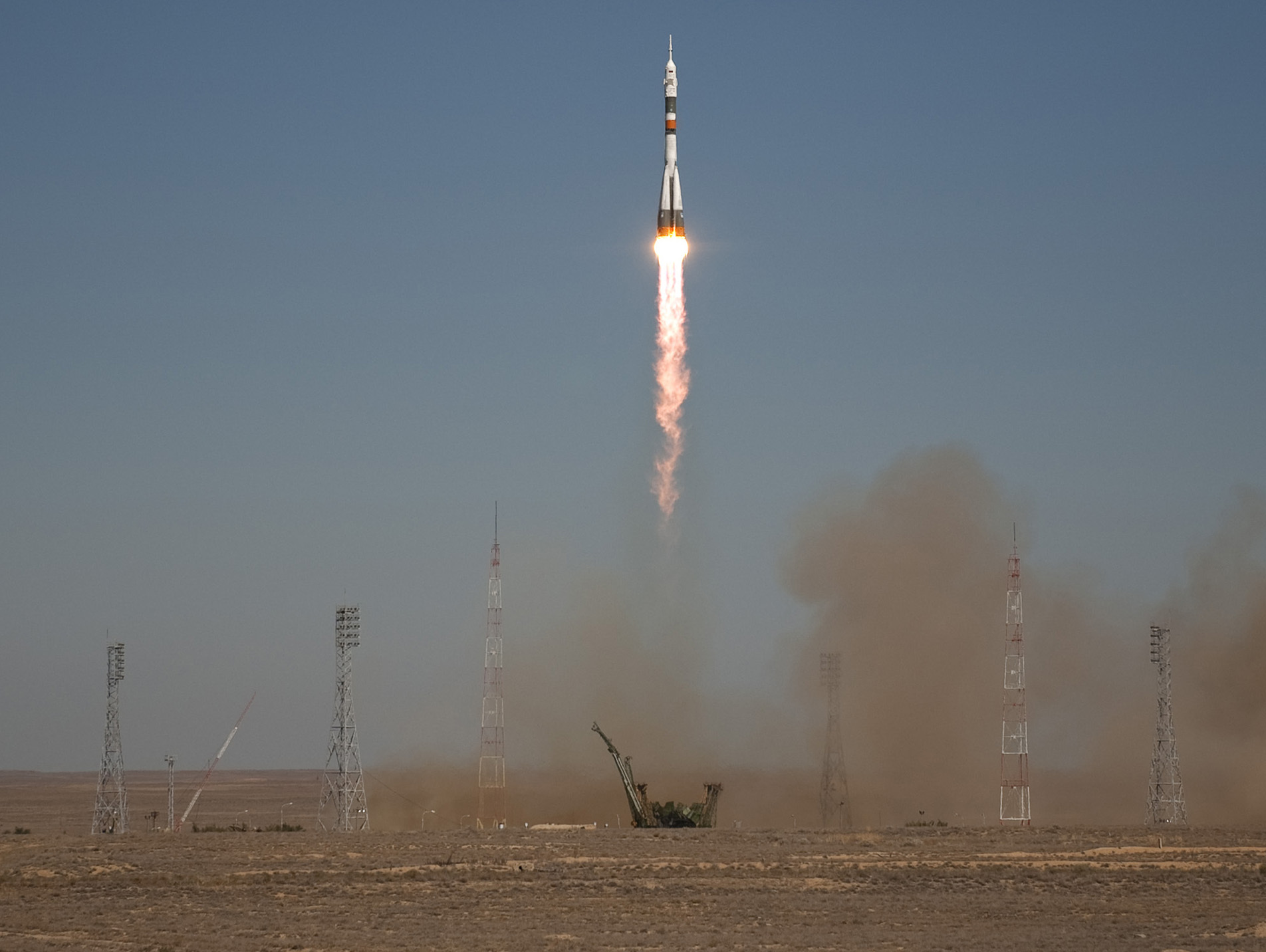
ソユーズTMA-16の打上げ。2009年撮影
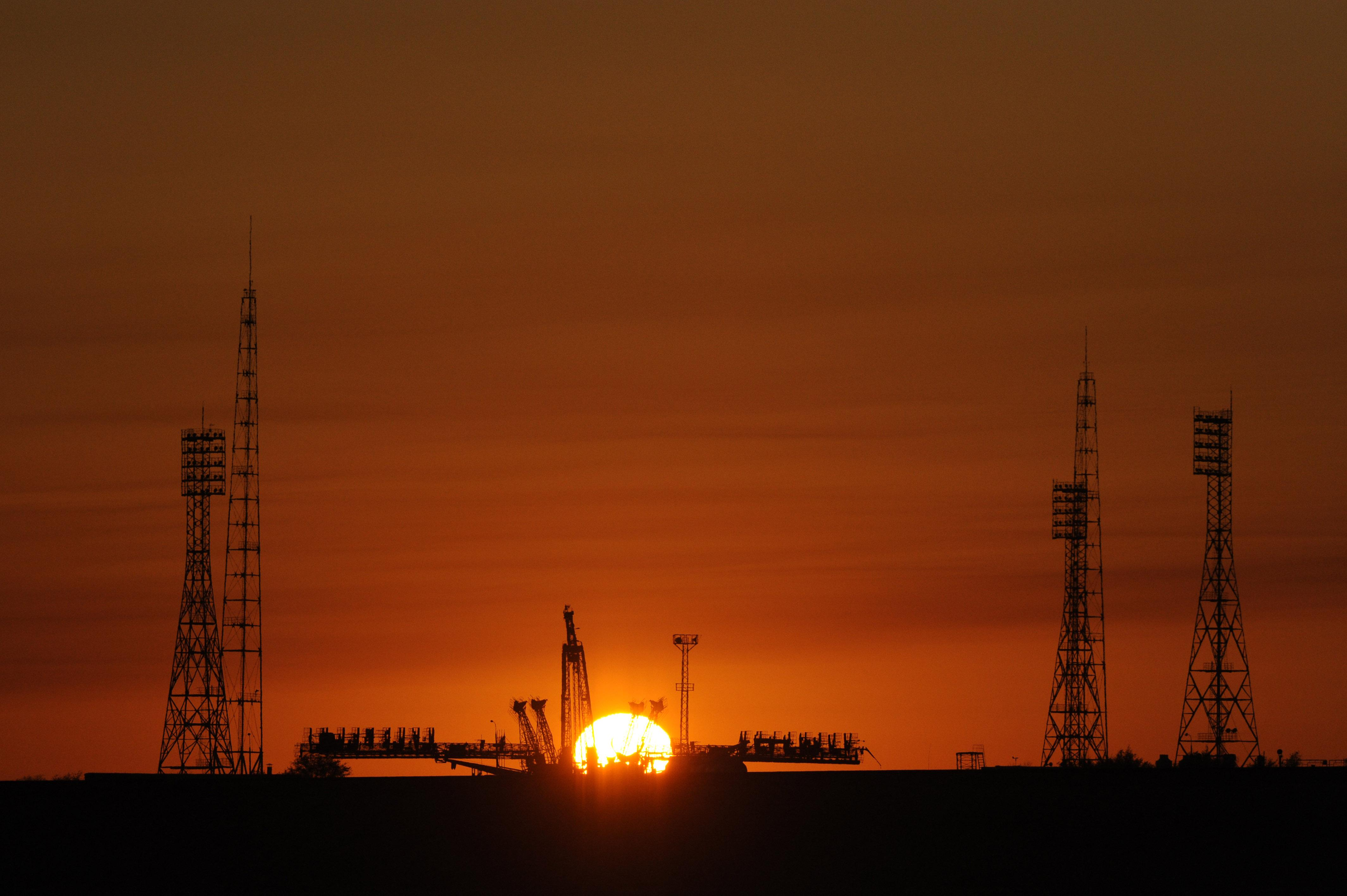
ソユーズTMA-13のロール前の発射台。2008年撮影